# Государственный строй Греции
Нынешняя конституция Греции была принята в 1975 году после свержения военной диктатуры «чёрных полковников», существующего с 1967 года и референдума, на котором жители Греции выбрали республику вместо монархии, формально существующей до этого, несмотря на то, что последний король Греции был свергнут военными в 1967 году. Эта конституция предоставляла президенту широкие полномочия. В 1986, 2001 и в 2008 годах в неё были внесены изменения, в результате которых в стране сложился нынешний режим парламентской республики.

## Структура власти
Исполнительная власть принадлежит президенту и правительству во главе с премьер-министром.
Глава государства — избираемый парламентом Президент Греческой Республики (греч. Πρόεδρος της Ελληνικής Δημοκρατίας). Президент избирается сроком на пять лет на специальной сессии Палаты Представителей. Функции президента сильно ограничены. фактически роль его сведена к минимуму. Исполнительную власть осуществляет Правительство Греции (греч. Κυβέρνηση της Ελλάδας), которым является Греческий Совет Министров (греч. Ελληνικό Υπουργικό Συμβούλιο), состоящий из Премьер-Министра Греческой Республики (греч. Πρωθυπουργός της Ελληνικής Δημοκρατίας) и министров (греч. Υπουργούς). Все руководство исполнительной властью, включая управление кабинетом министров, назначение министров находится в руках Премьер-министра Греческой Республики, утверждаемого парламентом и ответственного перед ним.
Высшим законодательным органом власти в стране является Совет греков (греч. Βουλή των Ελλήνων), состоящий из 300 депутатов, называемых советниками (греч. βουλευτές), избираемых греческими гражданами. Депутаты избираются на основе одномандатных округов (жители каждого района страны голосуют непосредственно за кандидата в депутаты, представляющего его регион).
Высшим судебным органом власти является Верховный суд — Ареопаг (греч. Άρειος Πάγος), кроме того, существует специальная система судов по разрешению споров между гражданами и государством, высшим из которых является Государственный совет (греч. Συμβούλιο της Επικρατείας), а также Финансовый суд, специализирующийся на рассмотрении финансовых дел. Специальной компетенцией обладает Особый высший суд, который одновременно наделён функциями конституционного и избирательного суда.

## Ссылка
- Рассказ об истории государственного строя в Греции
- Все о Греции